# Східницьке нафтове родовище

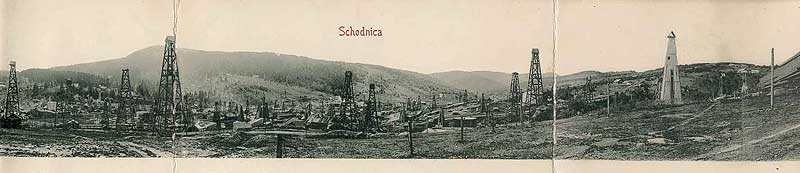
Початок ХХ століття

Східницьке нафтове родовище — належить до Карпатської нафтогазоносної області Західного нафтогазоносного регіону України.

## Опис
Розташоване у Дрогобицькому районі Львівської області та на території Бориславської міськради (у смт. Східниця, що підпорядковується їй). 
Належить до північно-західної частини Орівської скиби Карпат. На території родовища нафту видобували ще в середині XIX ст. У поперечному перетині Східницька структура є асиметричною антикліналлю карпатського простягання, насунутою у північно-східному напрямку на сусідню складку. По покрівлі палеоценових відкладів складка утворює 2 локальних склепіння: північно-західне (Східницька ділянка) та південно-східне (Урицька ділянка). Сідловина між ними має глибину до 150-200 м. Розміри структури в межах контуру нафтоносності становлять 5,9х0,8 м, висота до 200 м. 
Поклади пластові, склепінчасті, тектонічно екрановані, один з них також літологічно обмежений. Режим покладів пружний, розчиненого газу та гравітаційний. 
Відкрите 1858 р. де відбувався видобуток нафти з копаних ям-криниць, так звваної дучки. Із пробурених свердловин, ручний ударний метод, експлуатується з 1872 р. Запаси початкові видобувні категорій А+В+С1: нафти — 3812 тис. т; розчиненого газу — 407 млн. м³. Густина дегазованої нафти 826-874 кг/м³. Вміст сірки у нафті до 0,26 мас.%.

## З історії освоєння родовища
Східницьке нафтове родовище освоюється з 1858 р. — тут розпочато промисловий видобуток нафти. Можливість швидкого збагачення привела сюди капітали й численних спеціалістів із Західної Європи та США. Наприкінці XIX ст. тут діяло близько 400 свердловин, і Східниця посіла перше місце за обсягами видобутку нафти в Галичині (в першій чверті XX ст. вона поступилася Бориславу й Биткову).